# Can Jaumira
Can Jaumira és una obra de Manlleu (Osona) inclosa a l'Inventari del Patrimoni Arquitectònic de Catalunya.

## Descripció
Edifici de planta baixa i pis, tots dos de gran alçada. La façana està composta en planta baixa d'una porta central de proporcions reduïdes amb dos grans portals simètrics un a cada banda i en planta pis hi ha quatre obertures amb un balcó continu amb barana de ferro forjat decorada. Sobre de cada obertura hi ha una petita obertura de ventilació de les golfes. La façana és estucada simulant carreus regulars i amb emmarcament a les obertures.